# Massimo Piloni
Massimo Piloni (ur. 21 sierpnia 1948 w Anconie) – włoski piłkarz, grający na pozycji bramkarza, trener piłkarski.

## Kariera piłkarska
Wychowanek Juventusu, w barwach którego w 1968 rozpoczął karierę piłkarską. W debiutanckim sezonie 1968/69 został wypożyczony do Casertany. W 1975 przeszedł do Pescary. W 1978 przeniósł się do Rimini. W sezonie 1980/81 występował w klubie Fermana. W 1981 został piłkarzem Chieti, w którym zakończył karierę piłkarską w roku 1982.

## Kariera trenerska
W 2000 roku rozpoczął pracę trenerską w klubie Catania, pomagając szkolić bramkarzy. Potem szkolił bramkarzy w klubach Sambenedettese, Livingston i Perugia.

## Sukcesy i odznaczenia

### Sukcesy klubowe
Juventus
- mistrz Włoch: 1971/72, 1972/73, 1974/75